# Џорџ Монк
Џорџ Монк (енгл. George Monck, 1st Duke of Albemarle, 6. децембра 1608-3. јануара 1670) био је енглески генерал и адмирал, који је играо истакнуту улогу у енглеским грађанским ратовима (1642-1660).

## Војна служба

### Ројалиста
На почетку енглеског грађанског рата борио се на страни ројалиста: трупе Парламента заробиле су га 25. јануара 1644. код Нентвича. Као заробљеник у Тауеру написао је своја запажања о војним и политичким проблемима (енгл. Observations on Military and Political Affairs).

### Генерал Парламента
Прешавши на страну Парламента, борио се самостално и под Оливером Кромвелом. После битке код Данбара 1650. спровео је окупацију Шкотске. Постављен са Робертом Блејком за генерала на мору (енгл. General-at-Sea), реорганизовао је флоту и разрадио тактику поморске битке. По избијању првог англо-холандског поморског рата (1652), тукао је Мартена Тромпа у бици код Норт Форленда и Њупорта и Катвејка и Схевенинхена. Угушио је затим и ројалистички устанак у Шкотској.

### Рестаурација
У хаосу који је настао после Кромвелове смрти, као врховни командант снага Парламента од 24. новембра 1659, успео је да преко новог Парламента спроведе рестаурацију монархије са Чарлсом II. У другом англохоландском поморском рату заједно са принцом Рупертом тучен је од Холанђана у четвородневној бици 1666, али их је победио у бици код Норт Форленда.